# Herb Czarnej Wody
Herb Czarnej Wody – jeden z symboli miasta Czarna Woda i gminy Czarna Woda w postaci herbu, uchwalony 28 maja 1993.

## Wygląd i symbolika
Tarcza herbu jest błękitna. Otoczona jest złotą bordiurą. Na tarczy umieszczone są trzy złote gwiazdy sześcioramienne, ustawione pionowo jedna pod drugą. Pod gwiazdami umieszczone są dwie połączone zielone gałązki herbowe. Barwy herbu (zieleń, błękit i złota) są związane z herbem Kociewia, krainy w której leży miasto.